# Johan Alfred Skogh
Johan Alfred Skogh (Skoog), född 28 mars 1864 i Östra Skrukeby, Östergötland, död 17 april 1901 i New York, var en svensk-amerikansk målare, fotograf, ritmästare och sedelförfalskare.
Skogh var ursprungligen hantverksmålare och studerade en period vid Tekniska skolan i Stockholm. Han fängslades under sin studieperiod för sedelförfalskning och efter avtjänat straff 1893 utvandrade han till Amerika. Där etablerade han sig som konstnär och fotograf men efter att han förfalskat sedlar i Amerika dömdes han till ett fängelsestraff 1897. Han lyckades rymma och dolde sig i New York under namnen Albert Jansson och Albert Brown och blev en respekterad fotograf med uppdrag från bland annat kriminalpolisen i Brooklyn. Samtidigt eftersöktes han som en trolig upphovsman till mycket skickligt gjorda förfalskningar av olika länders valutor. Han kunde slutligen, tack vare ett bra signalement som togs då han växlade sedlar, gripas på bar gärning vid ett växlingsförsök. Han försökte rymma och vid skottlossningen som utbröt sköt han sig själv och avled några dagar senare. Han fick ett rykte som förfalskarnas konung och var utan tvekan ett reproduktionstekniskt geni, enligt amerikanska experter var hans 20-dollarsedlar bättre än de graverade originalen.